# Matthijs van Toorn
Matthijs van Toorn (Rotterdam, 29 december 1950 - 21 november 2007) was een Nederlandse voetballer. Hij speelde voornamelijk in België, waar hij onder meer de kleuren van RSC Anderlecht, Sporting Charleroi en Club Luik verdedigde. Tijdens zijn carrière in België liet hij zich naturaliseren tot Belg.

## Carrière
Matthijs van Toorn werd geboren in Rotterdam en sloot zich op jonge leeftijd aan bij de jeugd van het plaatselijke Xerxes. Als tiener mocht hij er in het eerste elftal debuteren. De club werd in zijn eerste seizoen zevende, maar hield dan op met bestaan. Zo belandde de Van Toorn bij de buren van Feyenoord, waar hij een ploegmaat werd van onder meer Wim van Hanegem, Ruud Geels, Johan Boskamp en Wim Jansen.
Maar Feyenoord, dat in die dagen tot de Europese top behoorde, was te hoog gegrepen voor Van Toorn. Na twee seizoenen zonder speelminuten stapte de jonge middenvelder over naar stadsgenoot Excelsior Rotterdam. Daar werd hij een vaste waarde en kwam hij ook drie keer aan scoren toe. Na één seizoen ruilde hij de club in voor Fortuna, dat in de Eerste Divisie vertoefde.
In 1972 verhuisde Van Toorn naar België. Hij ging aan de slag bij tweedeklasser Sporting Charleroi. De Nederlander werd een vaste waarde bij de Zebra's en promoveerde 1974 met de club naar Eerste Klasse. Tijdens het seizoen 1977/78 werd hij een van de absolute sterkhouders bij Charleroi. Hij speelde bijna elke minuut en was ook goed voor zeven doelpunten. Het leverde hem de interesse van heel wat clubs op. Uiteindelijk trok Van Toorn in de zomer naar RSC Anderlecht.
Als centrale verdediger moest de erg mondige Nederlander de concurrentie aangaan met zijn landgenoot Johnny Dusbaba en Hugo Broos. Van Toorn werd regelmatig op de bank geplaatst door coach Raymond Goethals en kreeg amper de kans om zich te bewijzen. Een jaar later verliet hij het Astridpark en trok hij naar Club Luik.
Van trainer Sylvester Takač kreeg hij wel voldoende kansen. Net als destijds bij Charleroi groeide Van Toorn als verdediger uit tot een van de sterkhouders van het team. Toen Louis Carré en Victor Wégria het roer overnamen, viel Van Toorn uit het team. In 1983 zette hij een stap terug en verhuisde hij naar Patro Lensois. Nadien speelde hij nog voor Sint-Niklase SK en Union Hutoise.
In november 1986 keerde Matthijs van Toorn nog even terug naar Club Luik, waar toen Robert Waseige als trainer werkzaam was. Op het einde van het jaar vertrok hij opnieuw, ditmaal naar US Montagnarde. Een jaar later zette de Nederlandse Belg bij Prayon FC een punt achter zijn carrière.
Na zijn loopbaan als voetballer trainde hij nog verscheidene Belgische clubs. Hij was voornamelijk actief in de lagere divisies. Even werd hij ook coach bij zijn ex-club uit Luik. Bij Standard Luik ontfermde hij zich dan weer een tijd over de jeugdspelers. Ook na zijn trainerscarrière bleef Van Toorn in het voetbalmilieu. Als spelersmakelaar ontdekte hij wat talenten, zoals onder meer Taye Taiwo.
In 2007 overleed hij ten gevolge van een ernstig virus dat hij eerder had opgelopen in Nigeria. Hij was in Afrika op zoek naar jonge, talentvolle voetballers.